# Django il bastardo
Django il bastardo (Brasil: Django - O Bastardo ) é um filme italiano do gênero western spaghetti lançado em 1969.

## Sinopse
Em 1881, Django (Steffen), um velho sulista da Guerra de Secessão, cumpre a sua vingança assassinando os seus três oficiais. O capitão Ross, o major Murdoch e o tenente Hawkins. Durante a guerra, eles haviam traído os seus soldados, permitindo que fossem massacrados pelas forças da União. Porém, Django permanece vivo. Após dezesseis anos de procura, ele encontra Sam Hawkins e o mata. Um dia depois é a vez do capitão Ross que morre no cemitério na sua própria tumba. Enfim, Django enfrenta Murdoch e os seus trinta pistoleiros. Antes de serem mortos, os três homens se encontram diante de uma cruz, na qual está escrito os seus nomes, além do dia de suas mortes.

## Elenco
- Anthony Steffen - Django
- Paolo Gozlino - Rod Murdok
- Luciano Rossi - Jack Murdock
- Rada Rassimov - Alida
- Teodoro Corrà - Williams
- Jean Louis - Howard Ross
- Fred Robsahm - Sam Hawkins